# Cal Ton Esquirol
Cal Ton Esquirol és un mas situat al municipi de Vilobí del Penedès, a la comarca catalana de l'Alt Penedès.